# سرو تایوان
سرو تایوان (نام علمی: Taiwania cryptomerioides) نام یک گونه از تیره سرویان است.